# Masa San Dionisio

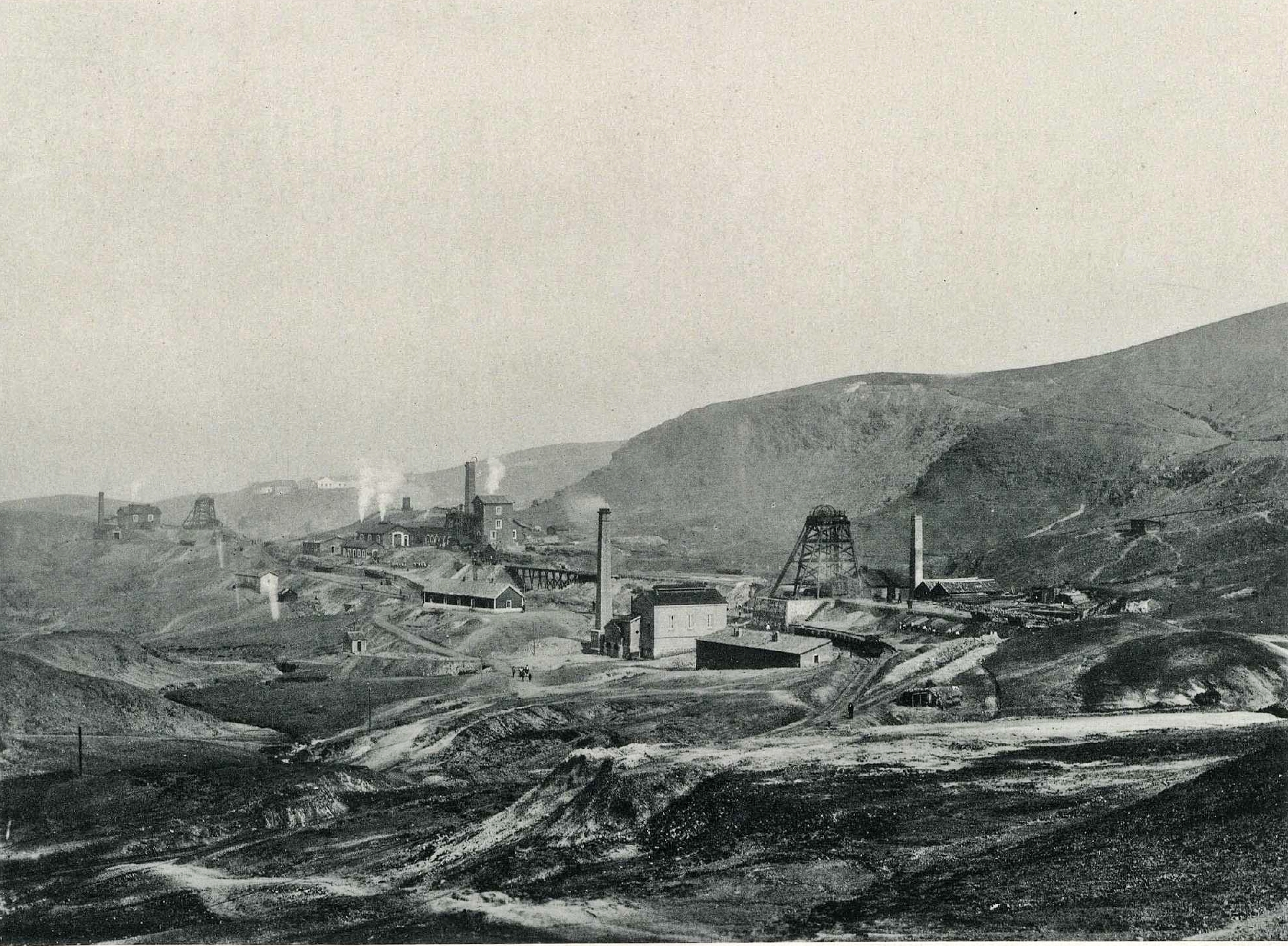
Industrias e instalaciones mineras en la masa San Dionisio, c. 1892.

La Masa San Dionisio es una masa mineral localizada en la cuenca minera de Riotinto-Nerva, en el municipio de Minas de Riotinto, provincia de Huelva (España). La fisonomía de la zona se ha visto alterada de forma considerable lo largo de su historia debido a las diversas labores mineras que se han realizado. En contraste con otras masas de la cuenca minera de Riotinto, «San Dionisio» ha sido considerada como la que cuenta con las mayores reservas de mineral.

## Historia
Se tiene constancia de que en época romana se realizaron labores de minería subterránea en la zona de San Dionisio, posiblemente relacionados con la búsqueda de plata, si bien estos trabajos no alcanzaron una gran profundidad. En 1873 todos los yacimientos de la zona pasaron a manos de la Rio Tinto Company Limited (RTC). La Masa San Dionisio fue explotada a partir de 1885 mediante labores de contramina, principalmente a través del Pozo San Dionisio y el Pozo Alicia. Desde 1907 se inició la explotación a cielo abierto de los sulfuros masivos de la zona mediante la Corta Atalaya, que con el tiempo se acabó convirtiendo en un símbolo de las minas de Riotinto. Años después se construyó en las cercanías de Atalaya el Pozo Alfredo (1915), para realizar la explotación de contramina. A partir de 1968 una parte importante de las actividades minera y mineralúrgica de la cuenca se concentraron en San Dionisio, en contraste con el declive que se vivía en otros yacimientos.
A comienzos de la década de 1990 cesaron las labores de extracción en la zona, que desde entonces se encuentra inactiva y abandonada.
San Dionisio reiniciará las labores de explotación a partir del año 2023, siendo Atalaya Mining la empresa extractiva.